# Tibor Tarits
Tibor Tarits, także Tibor Tary (ur.  w 1905 lub 10 sierpnia 1909 w Budapeszcie, zm. w 1945) – węgierski strzelec, olimpijczyk, mistrz świata.
Pracował jako urzędnik w zakładach elektrycznych w Budapeszcie. 
Tarits dwukrotnie startował na igrzyskach olimpijskich (IO 1932, IO 1936). Na obu wystąpił w tej samej konkurencji (karabin małokalibrowy leżąc z 50 metrów), zajmując w 1932 roku 11. miejsce (ex aequo z Gustavo Salinasem z Meksyku), oraz 13. miejsce w roku 1936 (ex aequo z innym Meksykaninem Alvaro Garcíą).
Tibor Tarits jest też mistrzem świata z roku 1935. Na mistrzostwach w Rzymie zdobył złoty medal w drużynowym strzelaniu z karabinu wojskowego w trzech pozycjach z 300 metrów (drużyna węgierska zdobyła 2013 punktów). Indywidualnie zajął czwarte miejsce. Był także czwarty na mistrzostwach świata w Helsinkach (1937). W czołowej ósemce mistrzostw świata pojawiał się jeszcze w 1931 roku.

## Osiągnięcia sportowe

### Wyniki olimpijskie
| Igrzyska | Konkurencja                       | Wynik       | Miejsce | Źródło |
| -------- | --------------------------------- | ----------- | ------- | ------ |
| IO 1932  | Karabin małokalibrowy leżąc, 50 m | 289 punktów | 11T     | [ 3 ]  |
| IO 1936  | Karabin małokalibrowy leżąc, 50 m | 294 punkty  | 13T     | [ 4 ]  |